# Saint-André-des-Eaux (Côtes-d'Armor)
 Saint-André-des-Eaux  (en bretón Sant-Andrev-an-Doureier) es una población y comuna francesa, situada en la región de Bretaña, departamento de Côtes-d'Armor, en el distrito de Dinan y cantón de Évran.

## Demografía
| 252 | 250 | 230 | 219 | 204 | 237 |
| Para los censos de 1962 a 1999 la población legal corresponde a la población sin duplicidades (Fuente: INSEE [Consultar]) |     |     |     |     |     |